# Hemus Air

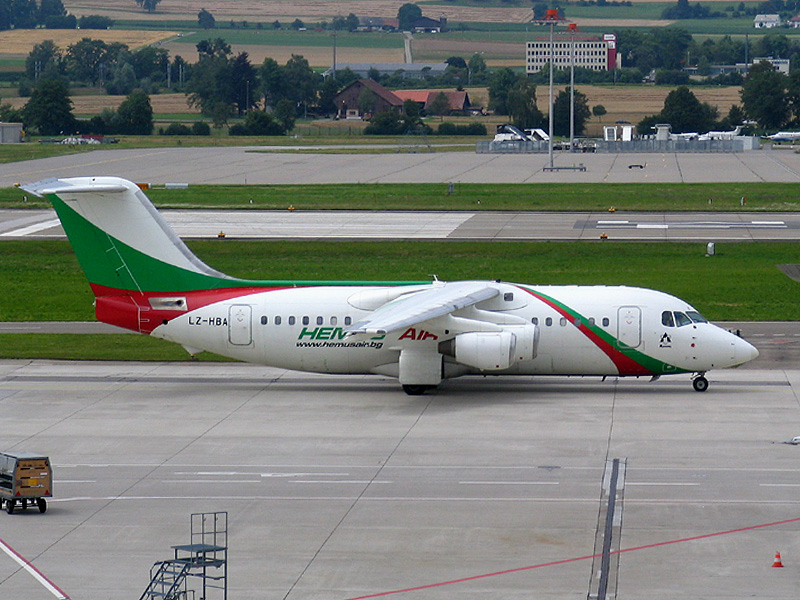
Hemus Air BAe146-200.

Hemus Air (en búlgaro: Хемус Ер) fue una compañía aérea con sede en Sofía, Bulgaria. Funcionaba con servicios nacionales e internacionales. Su principal base estaba en el aeropuerto de Sofía, con un centro nodal en el aeropuerto de Varna. Después de la adquisición de Bulgaria Air, todos los destinos de Hemus Air fueron compartidos con Bulgaria Air.